# Mickey (film, 1918)
Pour les articles homonymes, voir Mickey.
Pour plus de détails, voir Fiche technique et Distribution.
Mickey est un long métrage américain muet réalisé par F. Richard Jones et James Young, sorti en 1918.

## Synopsis
Mickey est une jeune orpheline, pauvre, sauvage et exubérante, élevée dans l'ouest profond. Son père, propriétaire d'une mine d'or dans laquelle on n'a plus rien trouvé depuis 20 ans, est mort en la laissant aux bons soins de Joe Meadows et de sa gouvernante indienne, Minie Ha-Ha. Elle est invitée à New York par sa famille qui la pense riche et espère faire main basse sur sa fortune, maintenant qu'elle est propriétaire de la mine. La voyant démunie, ils la traitent en domestique...

## Fiche technique
- Titre : Mickey
- Réalisation : F. Richard Jones et James Young
- Scénario : J.G. Hawks
- Photographie : Hugh C. McClung, Frank D. Williams et Fred Jackman
- Montage : John O'Donnell
- Producteur : Mack Sennett
- Société de production : Mabel Normand Feature Film Company
- Distribution : W.H. Productions Company
- Pays d'origine : américain
- Format : Noir et blanc — 35 mm — 1,37:1 — Son : Muet
- Langue : film muet intertitres anglais
- Genre : Comédie
- Durée : Sept bobines
- Dates de sortie : 
  -  11 août 1918

## Distribution
- Mabel Normand : Mickey
- George Nichols : Joe Meadows
- Minta Durfee : Elsie Drake, la cousine de Mickey
- Wheeler Oakman : Herbert Thornhill
- Laura La Varnie : Mrs. Geoffrey Drake
- Lew Cody : Reggie Drake
- Tom Kennedy : Tom Rawlings
- Minnie Provost : Minnie Ha-Ha
- Edgar Kennedy :
- William Colvin :

## Autour du film

### Mabel Normand Feature Film Company
Malgré sa sortie en août 1918, le tournage du film a débuté fin 1916 à la Keystone Film Company. C'est une époque charnière pour Mabel Normand et Mack Sennett qui se séparent et quittent les studios de la Keystone. La première est désormais à la Goldwyn Pictures Corporation et le second a monté la société Mack Sennett Comedies. Le film tourné mais non monté subit les aléas personnels et professionnels des deux protagonistes et ceci explique les délais entre sa mise en production et sa sortie. Pour ce film une société de production spécifique sera montée, la Mabel Normand Feature Film Company.
Lorsque trois ans plus tard, en 1921, plus ou moins réconciliés, ils tentent l'expérience de travailler à nouveau ensemble pour le long métrage Molly O' une nouvelle société de production sera mise en place : Mack Sennett & Mabel Normand Productions.